# Xiye Bastidová
Xiye Bastidová (* 18. dubna 2002) je mexicko-chilská klimatická aktivistka a členka původního mexického otomi-tolteckého národa. Je jedna z hlavních organizátorů Fridays for Future v New Yorku a je také vůdčím hlasem pro zviditelnění původních obyvatel a přistěhovalců v klimatickém aktivismu. Je členka správního výboru hnutí People's Climate a také členka hnutí Sunrise a Extinction Rebellion. Je spoluzakladatelka mezinárodní neziskové organizace Re-Earth.

## Život
Bastidováse narodila v Atlacomulku v Mexiku, její rodiče jsou Geraldine a Mindahi Bastida, kteří jsou také environmentalisté. Vyrostla ve městě San Pedro Tultepec. Bastidová má mexické a chilské občanství.
Její rodina se přestěhovala do New Yorku po extrémních povodních, které v roce 2015 zasáhly San Pedro Tultepec, po kterých následovaly tři roky extrémního sucha.
Bastidová dokončila střední školu školu The Beacon School a v roce 2020 začala studovat na Pensylvánské univerzitě.

## Aktivismus
Bastidová začala svůj aktivismus v environmentalistickém klubu, který protestoval v Albany a na newyorské radnici, přičemž loboval pro CLCPA zákon, který má za cíl dosáhnutí uhlíkové neutrality pro stát New York, a pro Dirty Buildings Bill zákon, který požaduje po budovách větších než 25 000 čtvercových stop snížení emisí o 40 % do roku 2030.

V roce 2018 přednášela na Indigenous Cosmology na devátém Světovém urbanistickém fóru a byla oceněna cenou "Spirit of the UN".

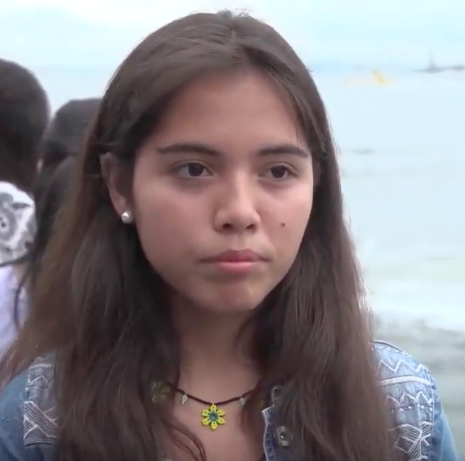
Bastidová očekávající připlutí Grety Thunbergové do New Yorku v roce 2019.

Dne 15. března 2019 vedla Bastidová svoji školu k v první velké školní stávce pro klima ve městě New York. Bastidová společně s Alexandrií Villaseñorovou přivítaly Gretu Thunbergovou, když se v srpnu 2019 doplavila do New Yorku. Bastidová bývá označována za "americkou Grétu Thunbergovou", ona nicméně uvedla, že označování aktivistů za Grety jejich země, znehodnocuje osobní zkušenosti Grety.
V prosinci 2019 vydal Teen Vogue o Bastide mini-dokument We Rise. Spolupracovala také s 2040 film na vytvoření krátkého videa s názvem Imagine the Future, ve kterém ukazuje, jak by mohla krajina a městské scenérie vypadat v budoucnosti.
Bastidová přispěla do knihy All We Can Save, což je sbírka esejí a básní od autorek o změně klimatu.

## Kinematografie
- We Rise (2019)
- imagine the future (2020)